# Acropyga goeldii
Acropyga goeldii es una especie de hormiga del género Acropyga, tribu, Lasiini, orden Hymenoptera. Fue descrita por Forel en 1893.

## Distribución
Se distribuye por Barbados, Brasil, Colombia, Costa Rica, Ecuador, Guayana Francesa, Guyana, Panamá, Paraguay, Perú, Surinam, Trinidad y Tobago y Venezuela.

## Hábitat
Habita en bosques húmedos, debajo de piedras, en la hojarasca y zonas y áreas urbanas. Se ha encontrado a elevaciones de 4-1560 metros.